# Сухоречка (Соль-Илецкий район)
Сухоречка — село в Соль-Илецком городском округе Оренбургской области России.

## География
Село находится на юге центральной части Оренбургской области, в степной зоне, на берегах реки Сухоречки, к северу от автодороги Р239, на расстоянии примерно 10 километров (по прямой) к северо-востоку от города Соль-Илецка, административного центра района. Абсолютная высота — 151 метр над уровнем моря.
Климат
Климат характеризуется как резко континентальный, засушливый, с морозной зимой и жарким летом. Среднегодовая температура воздуха составляет 5 °C Средняя температура воздуха самого тёплого месяца (июля) — 22,6 °C; самого холодного (января) — −13 °C. Среднегодовое количество атмосферных осадков составляет 339 мм.
Часовой пояс
Село Сухоречка, как и вся Оренбургская область, находится в часовой зоне МСК+2. Смещение применяемого времени относительно UTC составляет +5:00.

## История
До 1 мая 2015 года входило в состав ныне упразднённого Угольного сельсовета.

## Население
| 2010 |
| ---- |
| 85   |

Гендерный состав
По данным Всероссийской переписи населения 2010 года в гендерной структуре населения мужчины составляли 52,9 %, женщины — соответственно 47,1 %.
Национальный состав
Согласно результатам переписи 2002 года, в национальной структуре населения казахи составляли 42 % из 108 чел., русские — 37 %.